# Ōma, Aomori

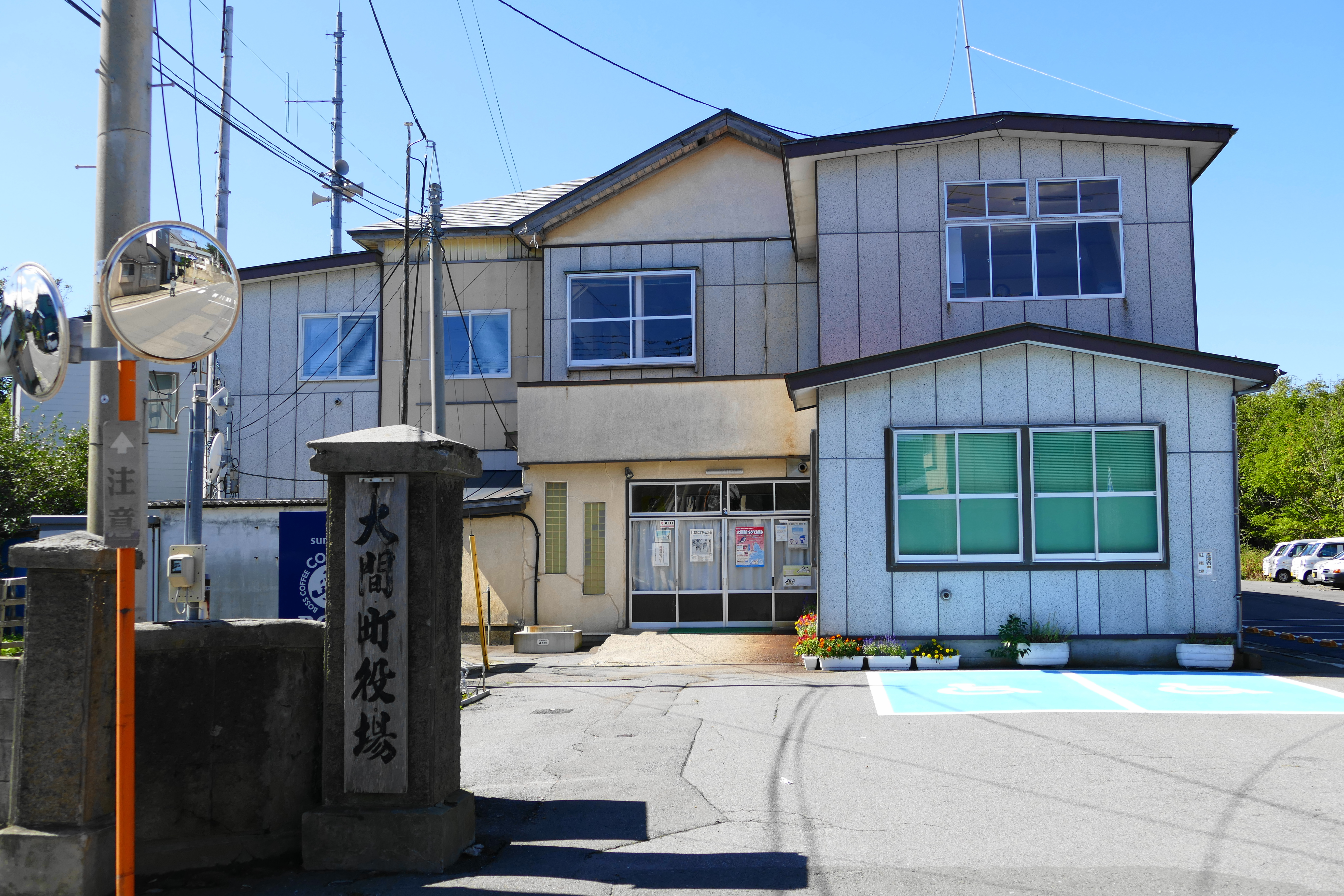
Tòa thị chính Ōma

Ōma (大間町 Ōma-machi) là thị trấn thuộc huyện Shimokita, tỉnh Aomori. Tính đến ngày 1 tháng 10 năm 2020, dân số ước tính thị trấn là 4.718 người và mật độ dân số là 91 người/km2. Tổng diện tích thị trấn là 52,10 km2.

## Địa lý

### Đô thị lân cận

#### Aomori
- Mutsu
- Sai
- Kazamaura

### Khí hậu
| Dữ liệu khí hậu của Ōma                 | Dữ liệu khí hậu của Ōma | Dữ liệu khí hậu của Ōma | Dữ liệu khí hậu của Ōma | Dữ liệu khí hậu của Ōma | Dữ liệu khí hậu của Ōma | Dữ liệu khí hậu của Ōma | Dữ liệu khí hậu của Ōma | Dữ liệu khí hậu của Ōma | Dữ liệu khí hậu của Ōma | Dữ liệu khí hậu của Ōma | Dữ liệu khí hậu của Ōma | Dữ liệu khí hậu của Ōma | Dữ liệu khí hậu của Ōma |
| Tháng                                   | 1                       | 2                       | 3                       | 4                       | 5                       | 6                       | 7                       | 8                       | 9                       | 10                      | 11                      | 12                      | Năm                     |
| --------------------------------------- | ----------------------- | ----------------------- | ----------------------- | ----------------------- | ----------------------- | ----------------------- | ----------------------- | ----------------------- | ----------------------- | ----------------------- | ----------------------- | ----------------------- | ----------------------- |
| Cao kỉ lục °C (°F)                      | 12.0 (53.6)             | 14.9 (58.8)             | 17.3 (63.1)             | 21.1 (70.0)             | 25.8 (78.4)             | 26.8 (80.2)             | 32.5 (90.5)             | 32.9 (91.2)             | 32.6 (90.7)             | 25.2 (77.4)             | 22.0 (71.6)             | 15.6 (60.1)             | 32.6 (90.7)             |
| Trung bình ngày tối đa °C (°F)          | 2.2 (36.0)              | 2.7 (36.9)              | 6.2 (43.2)              | 11.0 (51.8)             | 15.0 (59.0)             | 18.4 (65.1)             | 22.3 (72.1)             | 24.8 (76.6)             | 22.8 (73.0)             | 17.4 (63.3)             | 11.0 (51.8)             | 4.8 (40.6)              | 13.2 (55.8)             |
| Trung bình ngày °C (°F)                 | 0.0 (32.0)              | 0.2 (32.4)              | 3.1 (37.6)              | 7.6 (45.7)              | 11.5 (52.7)             | 15.1 (59.2)             | 19.3 (66.7)             | 21.7 (71.1)             | 19.5 (67.1)             | 14.0 (57.2)             | 8.0 (46.4)              | 2.2 (36.0)              | 10.2 (50.3)             |
| Tối thiểu trung bình ngày °C (°F)       | −2.4 (27.7)             | −2.3 (27.9)             | 0.0 (32.0)              | 4.1 (39.4)              | 8.5 (47.3)              | 12.4 (54.3)             | 16.9 (62.4)             | 19.1 (66.4)             | 16.0 (60.8)             | 10.3 (50.5)             | 4.8 (40.6)              | −0.3 (31.5)             | 7.3 (45.1)              |
| Thấp kỉ lục °C (°F)                     | −10.2 (13.6)            | −10.7 (12.7)            | −8.2 (17.2)             | −5.3 (22.5)             | 0.0 (32.0)              | 3.6 (38.5)              | 8.5 (47.3)              | 10.0 (50.0)             | 6.7 (44.1)              | 0.4 (32.7)              | −5.4 (22.3)             | −10.0 (14.0)            | −10.7 (12.7)            |
| Lượng Giáng thủy trung bình mm (inches) | 60.1 (2.37)             | 52.6 (2.07)             | 62.3 (2.45)             | 74.1 (2.92)             | 89.3 (3.52)             | 80.6 (3.17)             | 128.7 (5.07)            | 173.8 (6.84)            | 149.0 (5.87)            | 111.2 (4.38)            | 96.7 (3.81)             | 79.8 (3.14)             | 1.158,2 (45.60)         |
| Lượng tuyết rơi trung bình cm (inches)  | 65 (26)                 | 76 (30)                 | 36 (14)                 | 1 (0.4)                 | 0 (0)                   | 0 (0)                   | 0 (0)                   | 0 (0)                   | 0 (0)                   | 0 (0)                   | 1 (0.4)                 | 29 (11)                 | 208 (82)                |
| Số ngày mưa trung bình (≥ 1.0 mm)       | 11.1                    | 9.8                     | 10.6                    | 10.0                    | 10.1                    | 8.6                     | 10.1                    | 9.9                     | 11.0                    | 11.8                    | 13.2                    | 12.6                    | 128.8                   |
| Số ngày tuyết rơi trung bình (≥ 3 cm)   | 9.2                     | 10.1                    | 4.8                     | 0.1                     | 0                       | 0                       | 0                       | 0                       | 0                       | 0                       | 0.1                     | 4.2                     | 28.5                    |
| Số giờ nắng trung bình tháng            | 71.7                    | 100.2                   | 165.6                   | 203.8                   | 202.5                   | 175.9                   | 155.0                   | 168.8                   | 179.2                   | 166.1                   | 100.2                   | 69.9                    | 1.758,8                 |
| Nguồn: Cục Khí tượng Nhật Bản           |                         |                         |                         |                         |                         |                         |                         |                         |                         |                         |                         |                         |                         |